# Giacomo di Castro
Giacomo di Castro (né vers 1597 à Sorrente, en Campanie, et mort en 1687 dans cette même ville, est un peintre italien baroque de l'école napolitaine, qui a été actif au XVIIe siècle.

## Biographie
Giacomo di Castro d'abord l'élève de Giovanni Battista Caracciolo travailla ensuite auprès de Domenichino  lorsque ce dernier se rendit à Naples afin de décorer la chapelle du trésor. Il a peint en l'église de Sant'Aniello à Sorrente Le Mariage de la Vierge, L'Annonciation, L'Archange Michel chassant Lucifer du Paradis. 

## Œuvres
- Le Mariage de la Vierge, église de Sant'Aniello à Sorrente.
- Annonciation, église de Sant'Aniello à Sorrente.
- L'Archange Michel chassant Lucifer du Paradis, église de Sant'Aniello à Sorrente.
- Sainte Anne, palazzo du Pio Monte della Misericordia, Naples.
- Madonna con Bambino, San Francesco e Santo Stefano con il ritratto del donatore Stefano Maresca in abito cinquecentesco, basilique San Michele, Piano di Sorrento.
- Navires par mer agitée.
- Vaisseaux dans un port méditerranéen.
- Combat naval.
- Retour d'une galère génoise après le combat.
- Scène de chantier naval.